# التهاب الجلد الحزازاني ذو الخلايا العملاقة
التهاب الجلد الحزازاني ذو الخلايا العملاقة (بالإنجليزية: Giant cell lichenoid dermatitis)‏ هي حالة جلدية عادةً ما تكون مُرتبطة بوجود أدوية، حيثُ تتميز بحدوث التهاب جلدي حزازاني مع وجود ارتشاح ورامي حبيبي مُكون من منسجات وخلايا عملاقة متعددة النوى.